# Johannes Wiedewelt

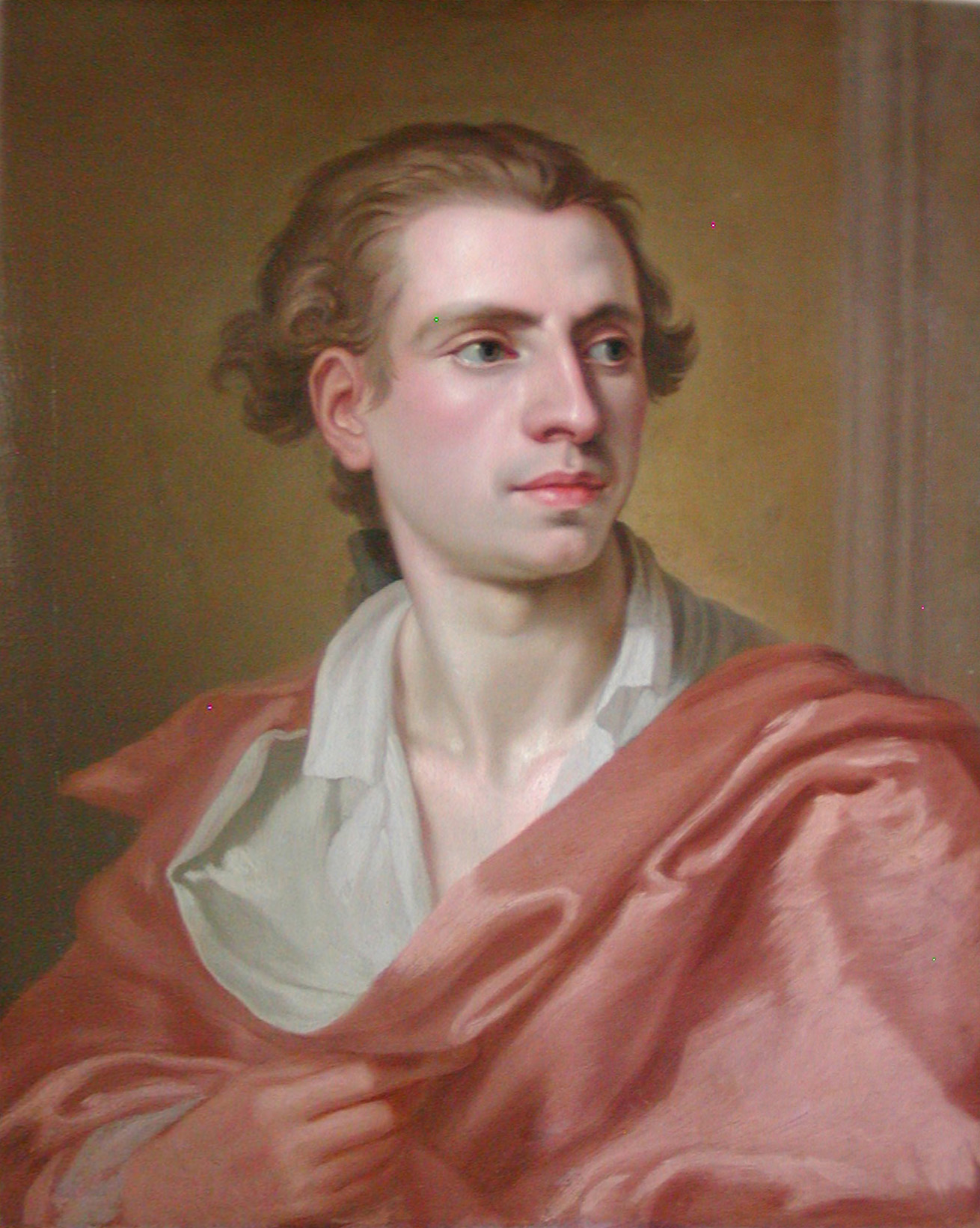
Johannes Wiedewelt

Johannes Wiedewelt (* 1. Juli 1731 in Kopenhagen; † 17. Dezember 1802 durch Suizid ebenda) war ein dänischer Bildhauer des Klassizismus.

## Leben
Wiedewelt war ein Sohn des Bildhauers Just Wiedewelt und zunächst Schüler seines Vaters. Er erhielt bis 1745 Unterricht durch den italienischen Geschichtsmaler Hieronimo Miani. 1750 ermöglichte ihm Joachim Wasserschlebe, zu diesem Zeitpunkt Legationssekretär bei der dänischen Gesandtschaft in Paris, einen Studienaufenthalt in Paris und ein Studium bei Guillaume Coustou dem Jüngeren. 1754 erhielt er ein königliches Stipendium für einen Studienaufenthalt in Rom. Er blieb hier bis 1758 und freundete sich mit Johann Joachim Winckelmann an, der ihn bei sich aufnahm und dessen klassizistische Anschauungen er übernahm.
Er kehrte 1758 nach Kopenhagen zurück und wurde 1759 zum Hofbildhauer ernannt. 1761 folgte die Berufung zum Professor an der Königlich Dänischen Kunstakademie, an der er bis zu seinem Tode wirkte und die er von 1772 bis 1777, von 1780 bis 1789 sowie von 1792 bis 1795 als Direktor leitete.
Wiedewelt gilt als der bedeutendste dänische Bildhauer vor Bertel Thorvaldsen, dessen erster Lehrer er war. Auch Caspar David Friedrich und Alexander Trippel gehörten zu seinen Studenten.
Er wurde auf dem Assistenzfriedhof begraben, für den er viele Grabmäler geschaffen hatte.

## Werke

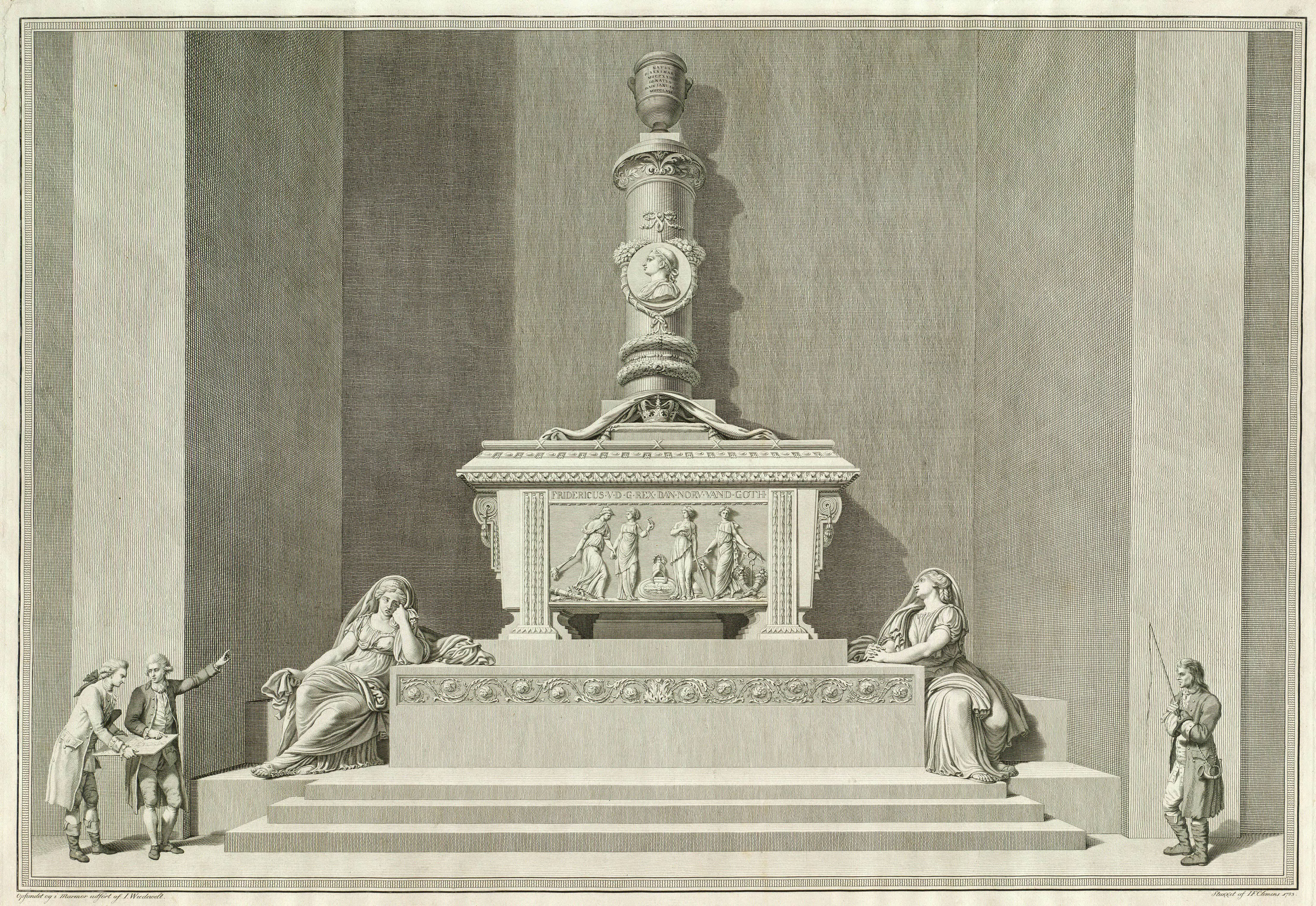
Grabmal Friedrichs V., Kupferstich von Johann Friderich Clemens 1783; Johannes Wiedewelt und der Architekt Caspar Frederik Harsdorff sind links dargestellt

- Grabmäler Christians VI. und Friedrichs V. im Dom zu Roskilde[1]
- Skulpturen im Park von Schloss Fredensborg: Marmorstatuen Dänemark und Norwegen; Sandsteinstatuen der 4 Jahreszeiten; Gruppen: Perseus und Andromeda, Paris und Helena, Zephyr und Flora, Aeneas und Anchises; Trophäen, Vasen, Säulen, Obelisken
- Grabdenkmäler auf Friedhöfen Kopenhagens und auf dem Gertrudenfriedhof in Oldenburg
- Idealbüsten großer Dänen im Park von Schloss Jægerspris
- Büsten im Schloss Frederiksborg, darunter Marmorbüste des Grafen Johann Hartwig Ernst von Bernstorff
- Gedenkstele für Christian Emil Reichsgraf zu Rantzau († 1777), Gut Rastorf (1780)

## Schriften
- Gedanken über den Geschmack. 1762, (dänisch).
- Samling af Aegyptiske og Romerske Oldsager. (Sammlung ägyptischer und römischer Altertümer.) Band 1, 1786 (mdz-nbn-resolving.de).